# Ichneumon rufescens
Ichneumon rufescens là một loài tò vò trong họ Ichneumonidae.